# Heinz Brendel

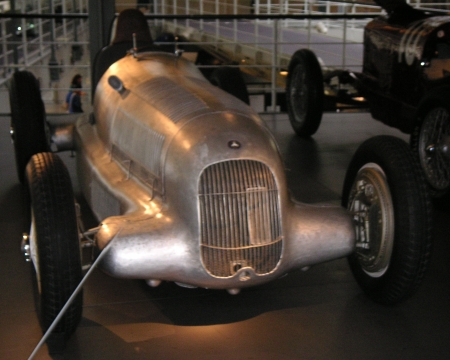
Mercedes-Benz W 25 von 1934

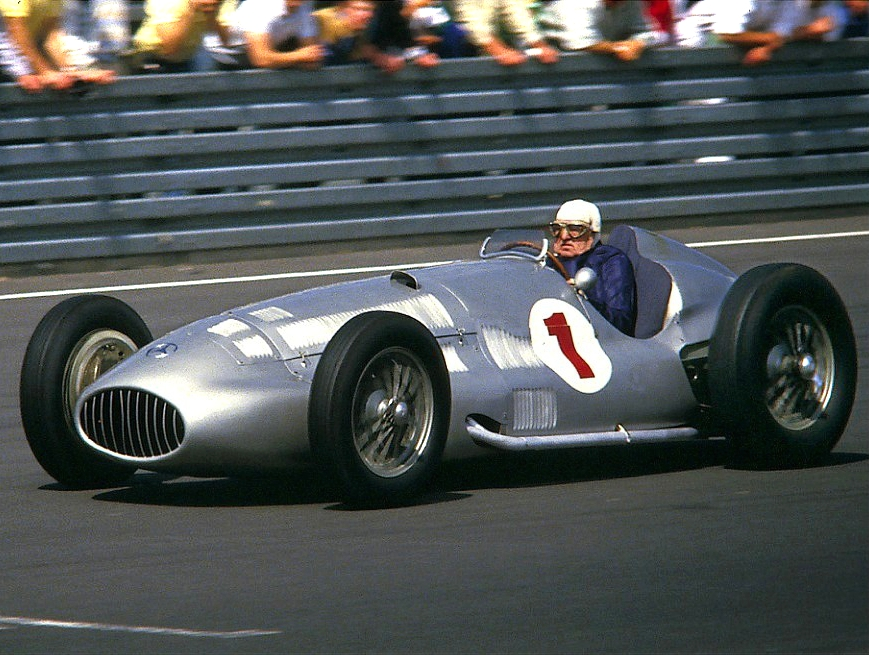
Mercedes-Benz W 154, hier pilotiert von Hermann Lang

Heinz Brendel (* 16. Januar 1915 in Frankfurt am Main; † 1. Dezember 1989) war ein deutscher Automobilrennfahrer.

## Leben
Brendel begann 1932 seine Karriere. Bereits sein Vater war Rennfahrer gewesen. Bei seinem ersten großen Rennen, dem Eifelrennen 1935 auf dem Nürburgring, wurde er mit seinem Fiat Zweiter in der Sportwagenklasse bis 1100 cm³. 1935 und 1936 gewann er im Fiat das Feldbergrennen in der Sportwagenklasse bis 1100 cm³ (1936: 1100 cm³ ohne Kompressor).
Im Jahr 1936 wurde Brendel von Rennleiter Alfred Neubauer in die Fahrerschule von Mercedes-Benz eingeladen und verunfallte dabei auf dem Nürburgring. Brendel trug nur wenige Blessuren davon, sein W 25 jedoch ging in Flammen auf. 1937 berief Neubauer Heinz Brendel als Ersatzfahrer in das Grand-Prix-Team. Während der Trainingsläufe zum Großen Preis von Deutschland 1937 testete er den W 125.
1939 nahm Heinz Brendel neben Rudolf Caracciola, Manfred von Brauchitsch und Hermann Lang als vierter Fahrer im Mercedes-Team auf W 154 am Großen Preis von Deutschland teil und qualifizierte sich für den fünften Startplatz. Während des Rennens wurde er von Neubauer aufgefordert, seinen Wagen an Lang abzutreten – was damals erlaubt und durchaus üblich war – da dieser technische Probleme hatte. Brendel kam dieser Anweisung jedoch nicht nach, fuhr stattdessen weiter und schied nach einem Unfall aus. Als er seinen Rennleiter kurz danach anrief und bat, man solle ihn von der Unfallstelle abholen, machte Neubauer ihm unmissverständlich klar, dass er zurück laufen könne.
Wenig später fing während einer Trainingsfahrt auf dem Nürburgring der Satteltank seines Wagens auf der Döttinger Höhe Feuer. Brendel hatte gerade noch Zeit, neben die Strecke zu steuern und kam ohne Verletzung davon. Für den am 20. August gestarteten Großen Preis der Schweiz 1939, dem letzten Grand Prix vor Ausbruch des Zweiten Weltkrieges, war Brendel als Ersatzfahrer gemeldet, kam aber nicht zum Einsatz.
Nach dem Krieg setzte Brendel seine Karriere fort und wurde 1952 auf einem Glöckler-Porsche 1100 Deutscher Sportwagenmeister in der 1100er-Klasse. Er beendete seine Rennfahrerkarriere 1953 nach einem schweren Unfall.

## Statistik

### Vorkriegs-Grand-Prix-Ergebnisse
| Saison | Team          | Wagen               | 1   | 2 | 3   | 4   | 5 | Punkte | Position |
| ------ | ------------- | ------------------- | --- | - | --- | --- | - | ------ | -------- |
| 1937   | Mercedes-Benz | Mercedes-Benz W 125 |     |   |     |     |   | —      | —        |
| 1937   | Mercedes-Benz | Mercedes-Benz W 125 | DNS |   |     |     |   | —      | —        |
| 1938   | Mercedes-Benz | Mercedes-Benz W 154 |     |   |     |     |   | —      | —        |
| 1938   | Mercedes-Benz | Mercedes-Benz W 154 | DNS |   |     |     |   | —      | —        |
| 1939   | Mercedes-Benz | Mercedes-Benz W 154 |     |   |     |     |   | 31     | 30.      |
| 1939   | Mercedes-Benz | Mercedes-Benz W 154 |     |   | DNF | DNF |   | 31     | 30.      |

| Legende  | Legende                                                                   | Legende                                                                   | Legende   |
| Farbe    | Bedeutung                                                                 | Bedeutung                                                                 | EM-Punkte |
| -------- | ------------------------------------------------------------------------- | ------------------------------------------------------------------------- | --------- |
| Gold     | Sieg                                                                      | Sieg                                                                      | 1         |
| Silber   | 2. Platz                                                                  | 2. Platz                                                                  | 2         |
| Bronze   | 3. Platz                                                                  | 3. Platz                                                                  | 3         |
| Grün     | Klassifiziert, mehr als 75% der Renndistanz zurückgelegt                  | Klassifiziert, mehr als 75% der Renndistanz zurückgelegt                  | 4         |
| Blau     | nicht punkteberechtigt, zwischen 50% und 75% der Renndistanz zurückgelegt | nicht punkteberechtigt, zwischen 50% und 75% der Renndistanz zurückgelegt | 5         |
| Violett  | nicht punkteberechtigt, zwischen 25% und 50% der Renndistanz zurückgelegt | nicht punkteberechtigt, zwischen 25% und 50% der Renndistanz zurückgelegt | 6         |
| Rot      | nicht punkteberechtigt, weniger als 25% der Renndistanz zurückgelegt      | nicht punkteberechtigt, weniger als 25% der Renndistanz zurückgelegt      | 7         |
| Farbe    | Abkürzung                                                                 | Bedeutung                                                                 | EM-Punkte |
| Schwarz  | DSQ                                                                       | disqualifiziert (disqualified)                                            | 8         |
| Weiß     | DNS                                                                       | nicht gestartet (did not start)                                           | 8         |
| Weiß     | DNA                                                                       | nicht erschienen (did not arrive)                                         | 8         |
| sonstige | P/fett                                                                    | Pole-Position                                                             | 8         |
| sonstige | SR/kursiv                                                                 | Schnellste Rennrunde                                                      | 8         |
| sonstige | DNF                                                                       | Rennen nicht beendet (did not finish)                                     | 8         |